# Беадир Беадиров
Беадир Беадиров е български футболист-нападател от Черноломец 1919 (Попово). Беадир Беадиров е роден на 13 октомври 1986 година. Печели престижната награда Златна топка през 2017 година. Това е същият сезон в който Черноломец печели требъл и Беадир е играч на мача във финала на шампионска лига.